# バーニン・スカイ
『バーニン・スカイ』（Burnin' Sky）は、バッド・カンパニーが1977年に発表した4作目のアルバム。

## 解説
バンドにとって初めて、英米の両国でトップ10入りを果たせなかったアルバムとなった。本作からのシングル「バーニン・スカイ」は、全米78位に達した。

## 収録曲
1. バーニン・スカイ - "Burnin' Sky" (Paul Rodgers) -5:19
2. モーニング・サン - "Morning Sun" (P. Rodgers) - 3:57
3. リーヴィング・ユー - "Leaving You" (P. Rodgers) - 3:24
4. ライク・ウォーター - "Like Water" (P. Rodgers, Machiko Shimizu) - 4:18
5. ナップサック - "Knapsack" - 1:20
6. エヴリシング・アイ・ニード - "Everything I Need" (P. Rodgers, Mick Ralphs, Simon Kirke, Boz Burrell) - 3:22
7. ハートビート - "Heartbeat" (P. Rodgers) - 2:36
8. ピース・オブ・マインド - "Peace of Mind" (S. Kirke) - 3:22
9. パッシング・タイム - "Passing Time" (P. Rodgers) - 2:30
10. トゥー・バッド - "Too Bad" (P. Rodgers) - 3:47
11. マン・ニーズ・ウーマン - "Man Needs Woman" (P. Rodgers) - 3:43
12. マスター・オブ・セレモニー - "Master of Ceremony" (P. Rodgers, M. Ralphs, S. Kirke, B. Burrell) - 7:10

## 参加ミュージシャン
- ポール・ロジャース - ボーカル
- ミック・ラルフス - ギター
- ボズ・バレル - ベース
- サイモン・カーク - ドラムス

ゲスト・ミュージシャン
- メル・コリンズ - サックス、フルート